# 吉阿氏樸麗魚
吉阿氏樸麗魚，為輻鰭魚綱鱸形目隆頭魚亞目慈鯛科的其中一種，被IUCN列為極危保育類動物，分布於非洲維多利亞湖流域，棲息深度可達6公尺，體長可達17.7公分，棲息在沿岸淺水域，屬肉食性，以魚類為食，生活習性不明。

## 擴展閱讀
維基物種上的相關：吉阿氏樸麗魚